# Dennis Galer Goodwin
Dennis Galer Goodwin er en britisk mand anerkendt af Guinness World Records for at have gennemført verdens længste sultestrejke som varede 385 dage og sluttede i 1973.Goodwin drak kun vand i løbet af sultestrejken selvom han blev tvangsfodret gennem et rør af myndighederne. Han sultestrejkede i protest mod at han var blevet fængslet i Wakefield-fængslet i West Yorkshire, England efter at være blevet anklaget for voldtægt.